# Cyclopeplus peruvianus
Cyclopeplus peruvianus là một loài bọ cánh cứng trong họ Cerambycidae.